# Stenocereus eruca
Diable rampant
Espèce
Classification APG II (2003)
Synonymes
- Cereus eruca
- Lemaireocereus eruca
- Machaerocereus eruca

Statut de conservation UICN

 LC  : Préoccupation mineure
Statut CITES
Stenocereus eruca, ou diable rampant, est une espèce de plantes à fleurs de la famille des Cactaceae. C'est un cactus columnaire originaire de zones sablonneuses d'une zone restreinte du sud-ouest de la péninsule de Basse-Californie au Mexique.

## Description
Les tiges rampantes sont vert paille, très épineuses, atteignent environ 5 cm de diamètre et de 1,5 à 2 m de longueur. Seule la partie terminale de la tige est redressée, pouvant atteindre jusqu'à 30 cm de hauteur.
Les fleurs nocturnes (qui sont assez rares, n'apparaissant qu'après à de fortes pluies) sont blanches, roses ou jaunes, mesurant en moyenne 10 à 14 cm de long avec un ovaire épineux.
Les tiges se reposent sur le sol au fur et à mesure de leur développement, en développant des racines adventives sur la face inférieure de la tige, tandis que l'autre extrémité meurt lentement,.
Il peut pousser jusqu'à 60 cm par an dans les zones chaudes et humides (alors que dans des endroits chauds et secs, son développement est jusqu'à dix fois plus lent).
Vraisemblablement pour pallier son isolement et le manque d'insectes pollinisateurs (principalement des papillons de la famille des Sphingidés), la plante est capable de se multiplier par clonage. Cela se fait par ramification des tiges, qui finissent par se détacher de la pousse principale lorsque leurs bases communes meurent et pourrissent. Stenocereus eruca est considéré comme « le cas le plus extrême de propagation clonale dans la famille des cactus » (Gibson et Nobel, 1986).
Au fil des ans, les tiges progressant et prenant racine du côté des pointes de croissance, tandis que les parties de tige plus anciennes mourant et se désintègrant, le cactus entier semble se déplacer lentement. Cette forme de croissance itinérante lui vaut le nom de eruca, qui signifie « chenille », ainsi que le surnom commun de « creeping devil » (diable rampant).

## Galerie

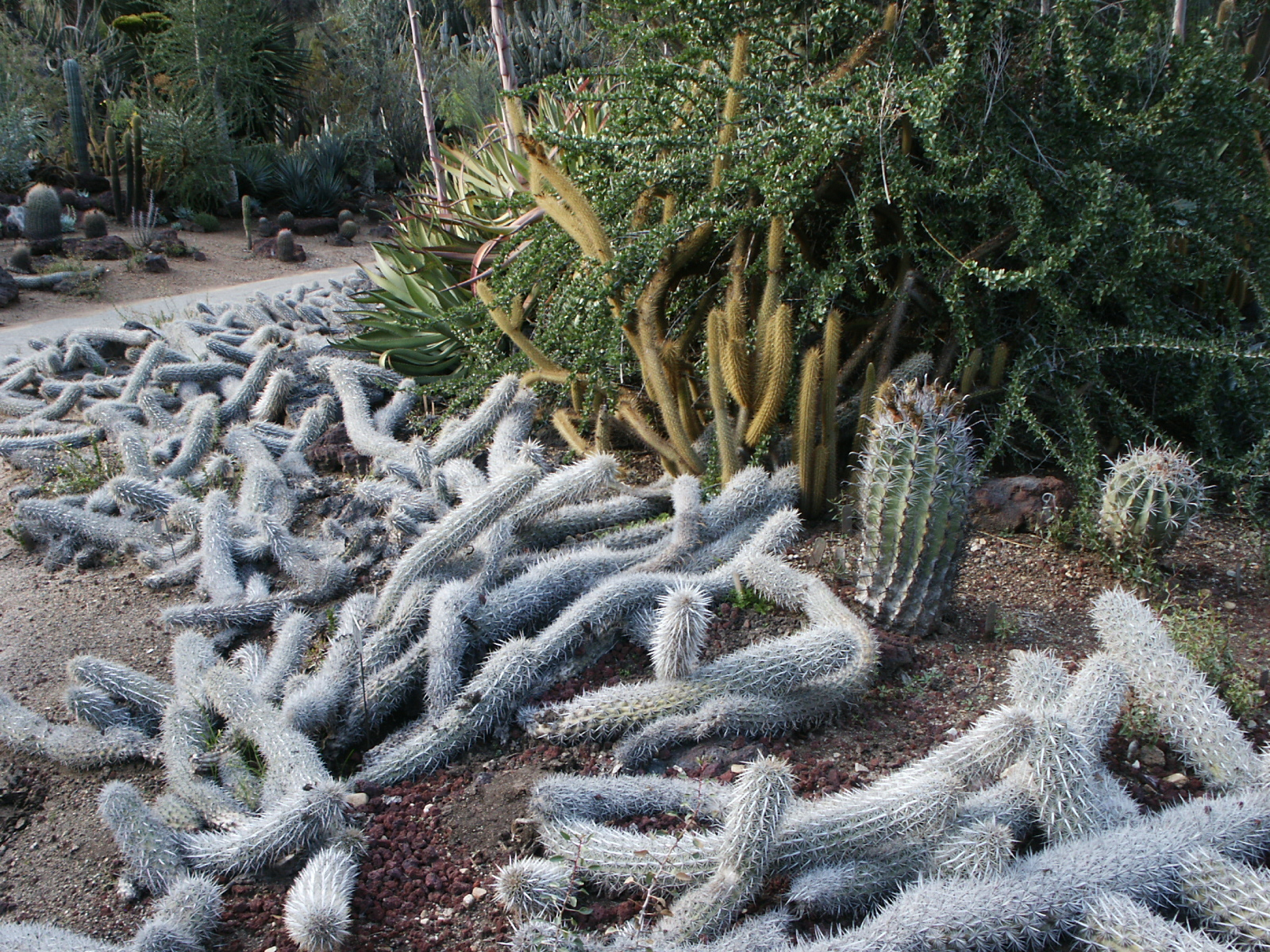
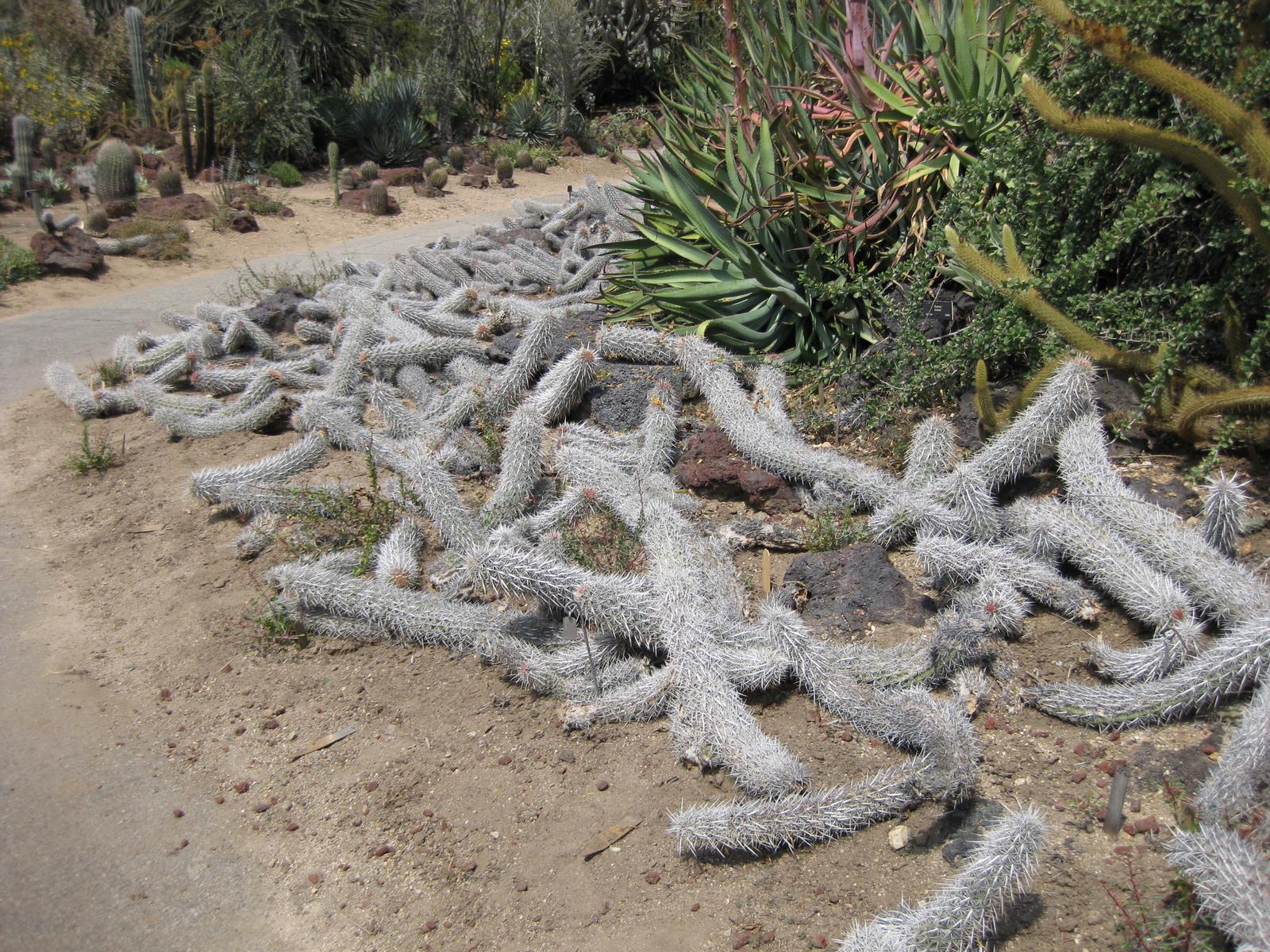
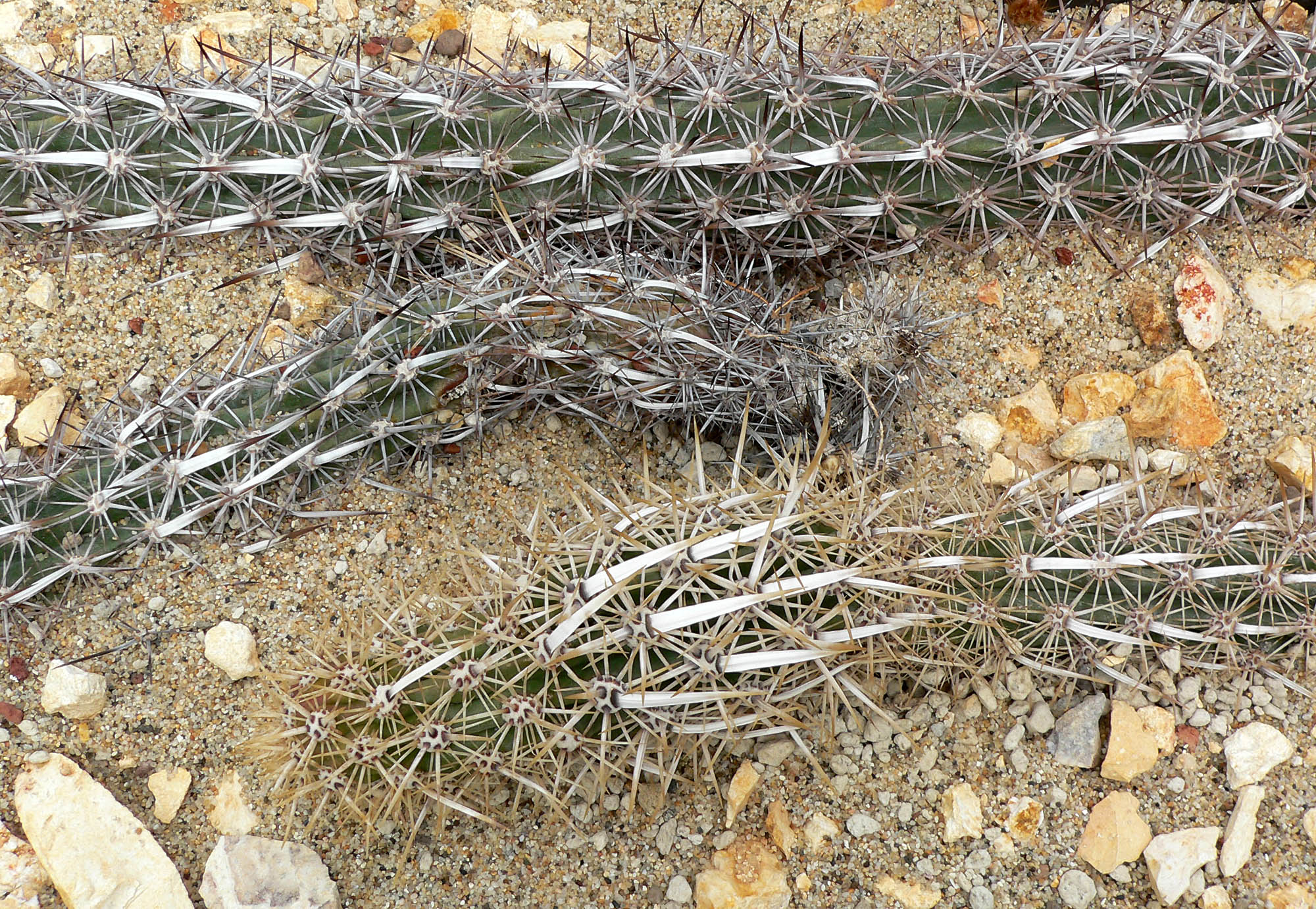
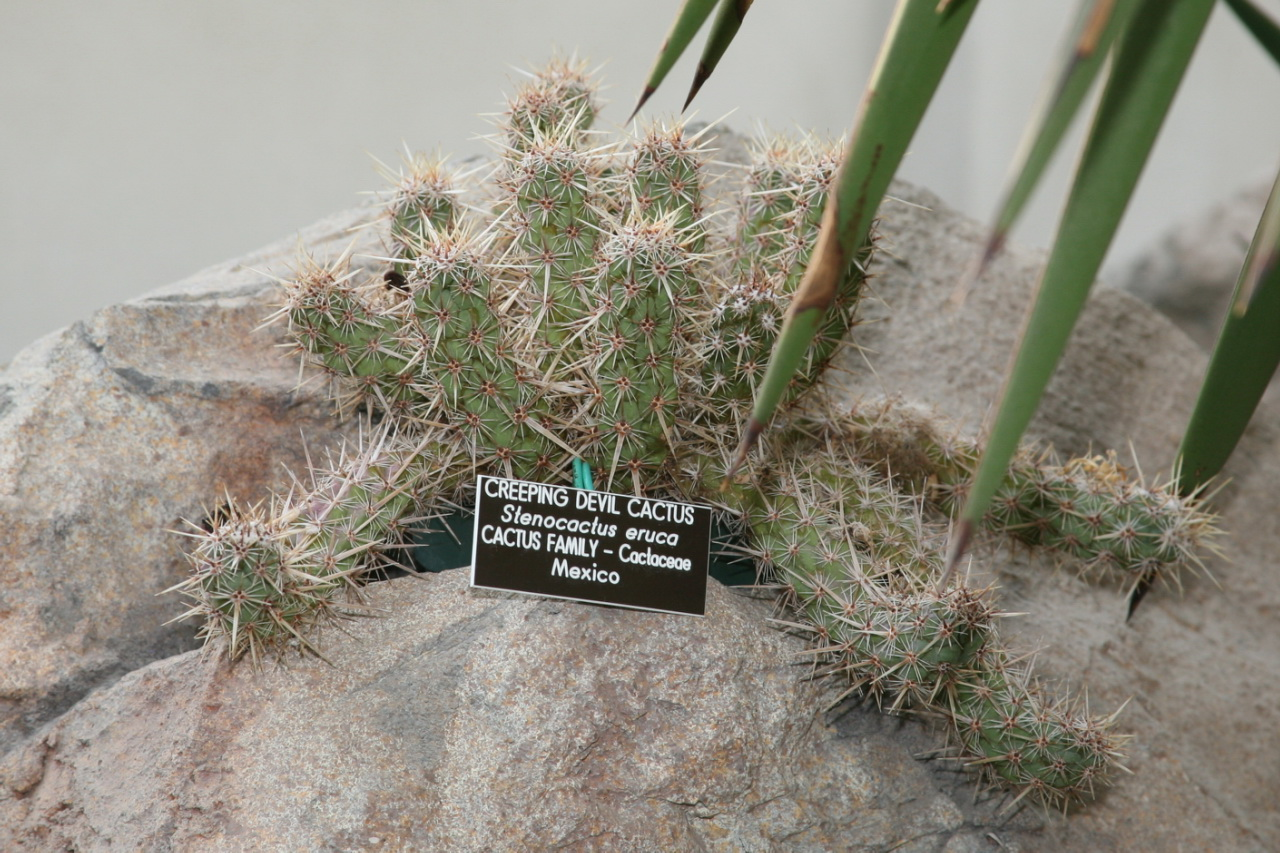
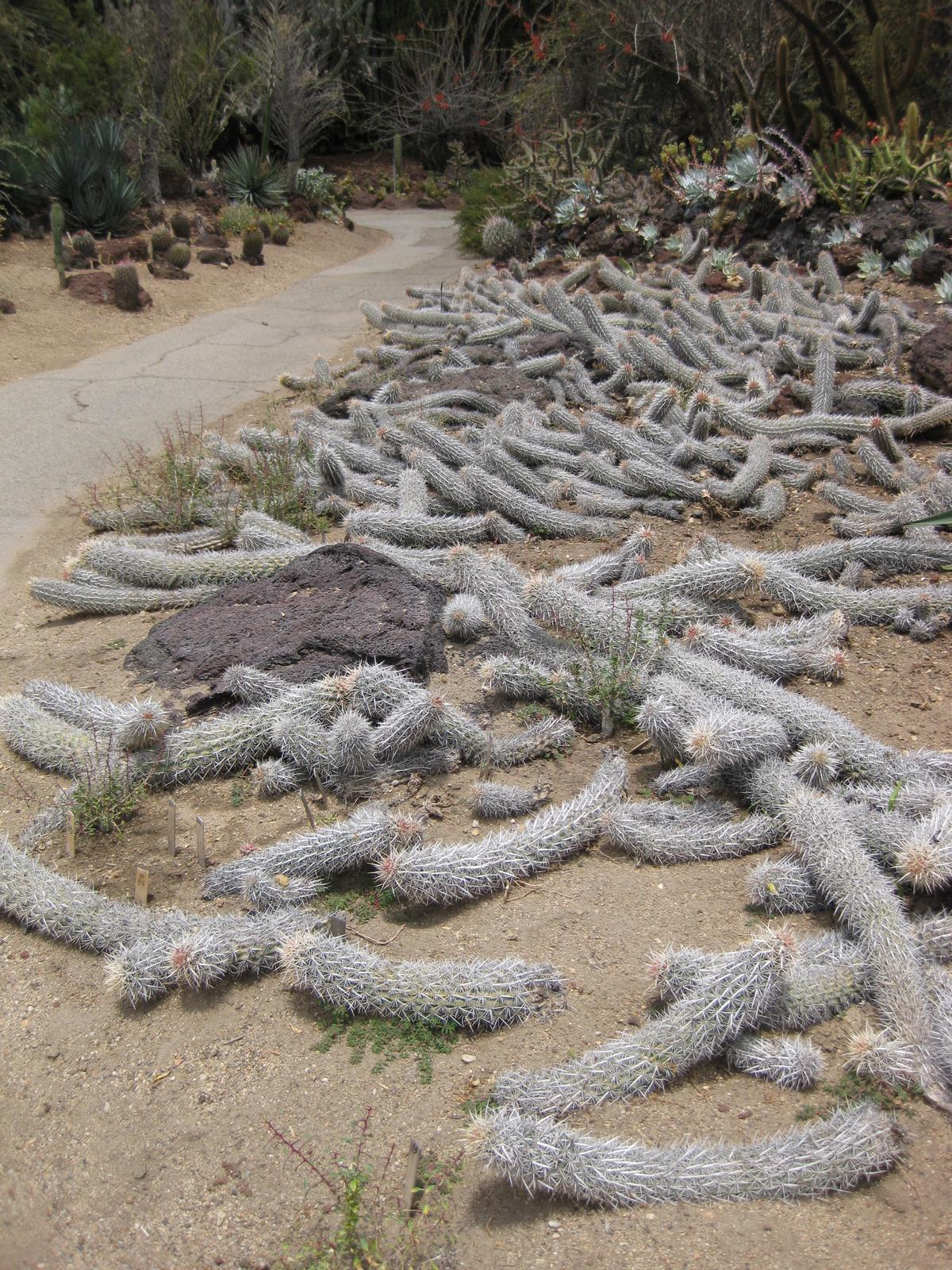
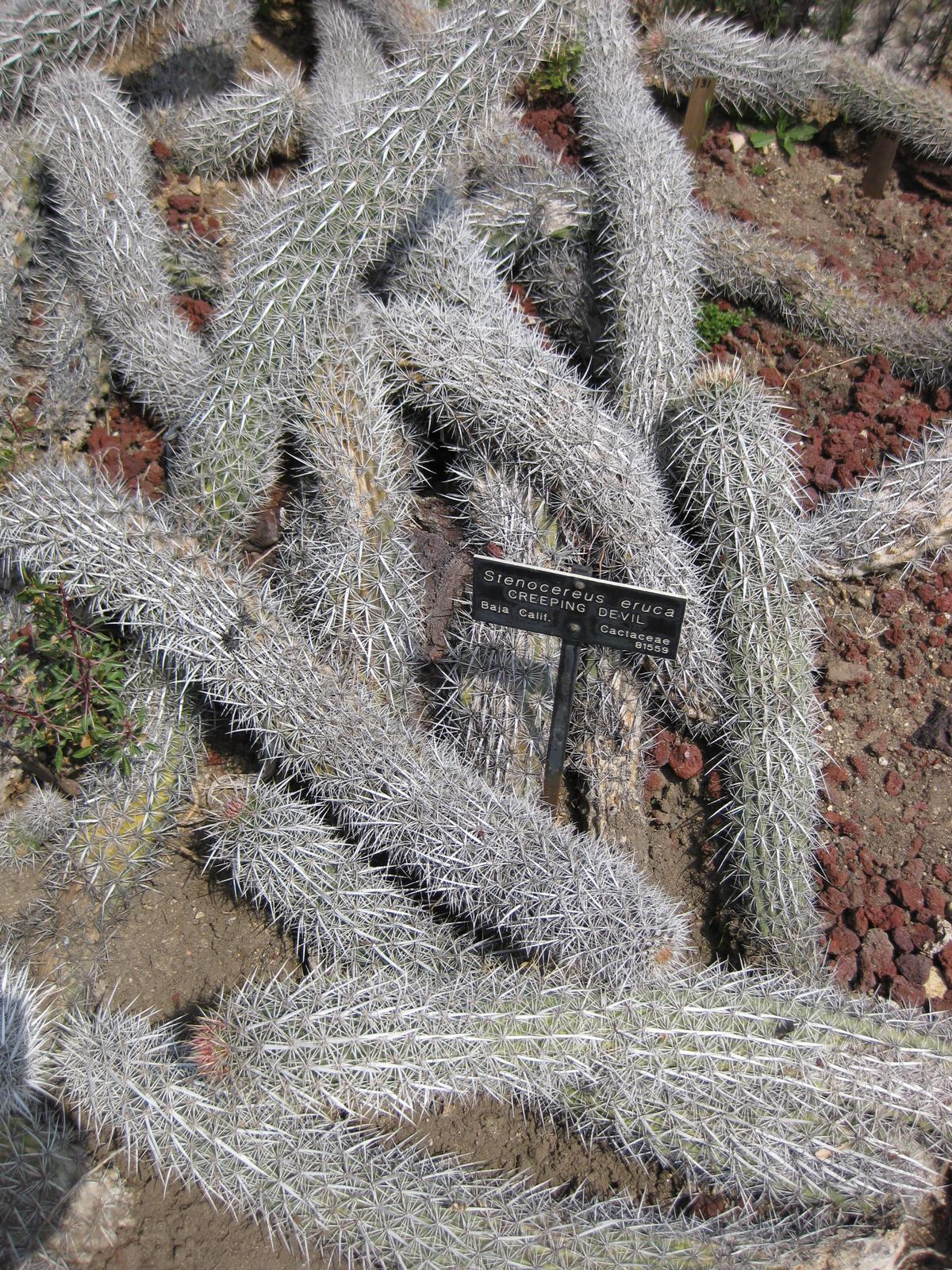